# Хей
Вижте пояснителната страница за други значения на Хей.
Хей (на английски: Hay River) е река в северозападна Канада, провинции Албърта и Британска Колумбия и Северозападни територии, вливаща се в югозападната част на Голямото Робско езеро, от системата на река Маккензи. Дължината ѝ от 702 km ѝ отрежда 40-о място сред реките на Канада.
Река Хей изтича от малко безименно езеро в северозападната част на провинция Албърта, на 58°05′02″ с. ш. 119°01′23″ з. д. / 58.083889° с. ш. 119.023056° з. д., на 705 м н.в. и се насочва на запад. След около 80 км навлиза в провинция Британска Колумбия, прави голяма дъга обърната на запад, където получава левия си приток река Котчо, насочва се на изток и отново навлиза в провинция Албърта. Преминава през групата езера Хей Зама, получава отдясно най-големия си приток река Чинчага, завива на североизток и на 15 км северно от селището Индиан Кабинс навлиза в Северозападни територии. На 60°29′59″ с. ш. 116°16′52″ з. д. / 60.499722° с. ш. 116.281111° з. д. образува водопада Алекзандра (височина 32 м) и при град Хей Ривър се влива в югозападната част на Голямото Робско езеро, част от системата на река Маккензи.
Площта на водосборния басейн на реката е 48 200 km2, който представлява 4,9% от площта на водосборния басейн на Голямото Робско езеро. Основни притоци: леви – Котчо, Мега, Амбър; десни – Чинчага, Меандър, Стийн.
Средният многогодишен дебит в устието на реката е 113 m3/s, като максимумът е през май-юни – 418 m3/s, а минимумът през януари-февруари – 3,2 m3/s.
По течението на реката има 6 малки градчета, първите 4 в провинция Албърта и последните 2 в Северозападни територии:
- Рейнбоу Лейк (870 жители, в най-горното ѝ течение);
- Меандър Ривър (при устието на десния ѝ приток река Меандър);
- Стийн Ривър (срещу устието на десния ѝ приток река Стийн);
- Индиан Кабинс (на 15 км южно от границата със Северозападни територии);
- Ентърпрайс (108 жители, на 40 км преди устието на реката);
- Хей Ривър (3648 жители, при устието на реката, най-голямото селище по течението ѝ).

От град Меандър Ривър в Албърта до град Ентърпрайс в Северозападни територии, покрай левия бряг на Хей преминава канадската автомагистрала „Маккензи“ и жп линия до град Хей Ривър, на брега на Голямото Робско езеро.